# Zibana
Zibana è una piccola frazione montana del comune di Palanzano, in provincia di Parma.
La località dista 2,51 km dal capoluogo.

## Origini del nome
La località era chiamata in epoca medievale Zubana, toponimo d'origine romana o celtica o, più probabilmente, germanica; secondo quest'ultima ipotesi il nome deriverebbe da Zebiana, in precedenza Gepitana, dalla tribù dei Gepidi.

## Storia
Il territorio risultava forse abitato già in epoca celtica o romana, come il toponimo potrebbe indurre a pensare, anche se è più probabile che il nome derivi dalla tribù germanica dei Gepidi, i cui contingenti si mescolarono agli Ostrogoti e soprattutto ai Longobardi, che si insediarono nella Valle dei Cavalieri intorno al VI secolo.
La prima testimonianza certa dell'esistenza del piccolo borgo di Zibana risale tuttavia soltanto al 1015.
La piccola chiesa fu innalzata in forme romaniche tradizionalmente ai tempi della contessa Matilde di Canossa, anche se fu in realtà probabilmente edificata già tra il IX e il X secolo. Risale però al 1230 la prima testimonianza dell'esistenza della cappella "de Zubana", che, dipendente dalla pieve di San Vincenzo nell'attuale comune di Ramiseto, rappresentò a lungo un frequentato luogo di sosta per i pellegrini, grazie alla sua posizione all'incrocio tra la via di Linari, che conduceva all'abbazia sul passo del Lagastrello, e la via del Caio, che valicava il non lontano monte omonimo.
In epoca tardo-medievale, a presidio della val Cedra, fu innalzato nei pressi della località il castello, all'epoca conosciuto come "Castione" o "Castro", documentato per la prima volta nel 1444; l'edificio fu conteso tra i rami parmense e reggiano della potente famiglia Vallisneri, che lo mantenne probabilmente fino al tramonto della casata, avvenuto forse a cavallo tra i due secoli seguenti; la proprietà passò allora ai Castiglioni, ricchi possidenti del luogo. Nel XVI secolo furono costruite accanto alla struttura le tre torri ancora oggi superstiti, allo scopo di segnare il confine tra la valle dei Cavalieri e le corti di Monchio, ma, perdute le originarie funzioni difensive, la fortezza cadde presto in rovina.

## Monumenti e luoghi d'interesse

### Chiesa di Santa Maria Assunta

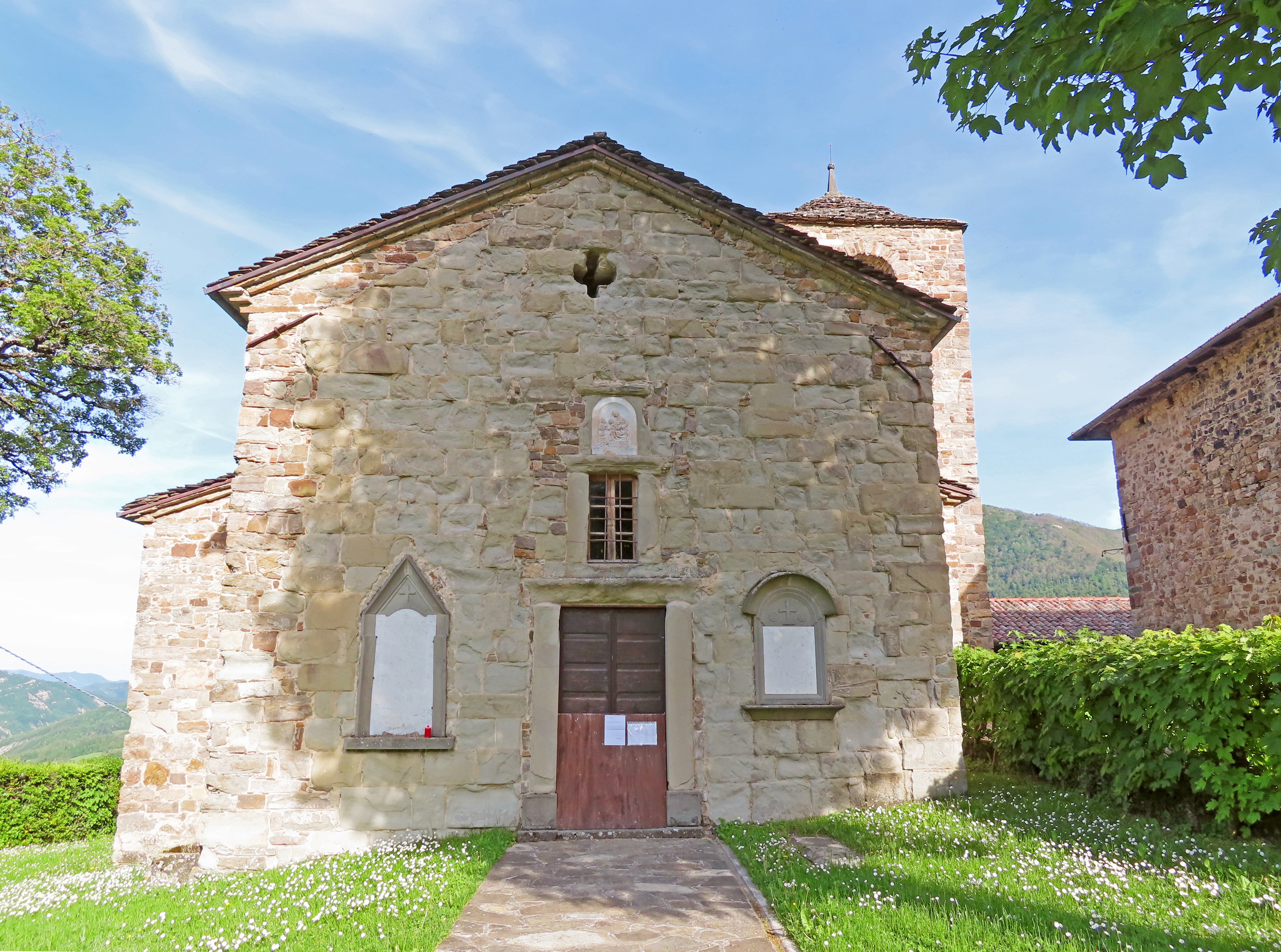
Chiesa di Santa Maria Assunta

Edificata forse nel IX o nel X secolo, la chiesa fu modificata tra il XVI e il XVII secolo con l'aggiunta di due cappelle laterali, la leggera sopraelevazione della navata, la ricostruzione dei fianchi e l'innalzamento del campanile e della sagrestia; la pieve oggi conserva intatta la pregevole abside semicircolare, in conci regolari di pietra grigia, decorata con semicolonne e un motivo ad archetti pensili retti da mensoline, quattro delle quali ornate con altorilievi raffiguranti le teste degli Evangelisti.

### Torri dei Castiglioni
Edificate nel XVI secolo all'interno del tardo-medievale castello di Castione, le tre torri dei Castiglioni caddero successivamente in rovina col maniero; ricostruite completamente intorno al 1890 per volere di Domenico Castiglioni, forse con profonde modifiche rispetto all'originaria conformazione della fortezza, sprofondarono in seguito nuovamente nell'attuale stato di abbandono.